# Szymbory
Szymbory (pronunciación en polaco: /ʂɨmˈbɔrɨ/; en alemán: Schönborn) es un pueblo ubicado en el distrito administrativo de Gmina Godkowo, dentro del Distrito de Elbląg, Voivodato de Varmia y Masuria, en Polonia del norte. Se encuentra aproximadamente a 3 kilómetros al noreste de Godkowo, a 35 kilómetros al este de Elbląg, y a 52 kilómetros al noroeste de la capital regional Olsztyn.
Antes de 1945, el área fue parte de Alemania (Prusia Oriental).